# Partido Popular de Kazajistán
El  Partido Popular de Kazajistán (en kazajo: Қазақстанның халықтық партиясы, QHP; en ruso:  Народная партия Казахстана, NPK), hasta 2020 fue conocido como Partido Comunista del Pueblo de Kazajistán (PCPK) (en kazajo: Қазақстан коммунистік халық партия (ҚКХП), en ruso: Коммунистическая народная партия Казахстана [КНПК]) es un partido político de Kazajistán. Los secretarios del Comité Central son Turgyn Syzdyqov, Gauhar Nugmanova, Viktor Smirnov y Zhambyl Akhmetbekov.
El partido fue registrado el 21 de junio de 2004. Al momento de su inscripción, contaba con 90.000 miembros. En las elecciones legislativas de 2004 recibió 1,98% de votos totales, mientras que en los comicios de 2007 consiguió 1,29% de los votos. En ambos casos quedó sin representación en la Mazhilis. Sin embargo, en las elecciones legislativas de 2012, se alzó con el 7,19% de los sufragios y 7 escaños.

## Historia
El partido surgió como una escisión del Partido Comunista de Kazajistán ideada por 12 miembros del Comité Central de dicho partido, a quienes les había sido retirada su membresía debido a la disidencia que manifestaban con el primer secretario Serikbolssyn Abdildin. La razón esgrimida para la ruptura con PCK fue la elección de Mazhilis Tolen Tokhtassynov como Secretario. El congreso fundacional del PCPK se celebró en abril de 2004, mientras que el 21 de junio de ese año el partido ya había sido registrado ante el Ministerio de Justicia de Kazajistán.
En las elecciones de 2004 recibió 1,98% de los votos y no logró ingresar al parlamento. De cara a las elecciones presidenciales de 2005 nominó a Yerassyl Abylkassymov como su candidato, pero solo recibió 0,34% de los votos.
En elecciones legislativas de 2007 consiguió el 1,29% de votos totales y nuevamente no superó el umbral electoral para ingresar al parlamento. Sin embargo, en los comicios de 2012, el partido obtuvo casi 500.000 votos, lo que representó el 7,19% de sufragios, consiguiendo así 7 escaños y convirtiéndose en uno de tres partidos con representación parlamentaria. Algunos analistas lo consideran uno de los partidos leales al presidente Nursultan Nazarbayev.
El 11 de noviembre de 2020, en el XV Congreso Extraordinario del QKHP, el partido cambió su nombre por el de Partido Popular de Kazajstán (QHP), una medida a la que se opuso Kosarev, aunque apoyó la candidatura de Aiqyn Qongyrov como presidente, la cual fue apoyada por unanimidad.

## Ideología
El partido establece como su objetivo la formación de una sociedad basada en la democracia genuina, la justicia social, la espiritualidad, la libertad y una economía próspera basada en progreso científico y tecnológico con base en el socialismo científico. Según el partido, la sociedad debería gozar de mayores derechos cívicos y libertades, así como de mejores oportunidades para desarrollo de sus capacidades individuales, así como las capacidades de satisfacer sus diversas necesidades.
Para alcanzar estos objetivos, el partido ha fijado las siguientes metas:
- En la esfera política, luchar para democratización, conquista de poder, establecimiento de una democracia genuina, construcción de la república popular, reconocimiento de distintos tipos de propiedad que impidan la explotación del hombre: propiedad estatal, colectiva, privada, cooperativa, etc.
- En el campo económico, introducción de tecnologías modernas en la industria y en la agricultura, restauración de propiedad estatal a los sectores claves de la economía.
- En la esfera social, restauración y expansión de la seguridad social que había existido en el país antes de las reformas liberales de la década de 1990.
- En relaciones internacionales, apoyo al proceso de integración de la república con la Comunidad de Estados Independientes y la lucha contra el terrorismo.

## Estructura

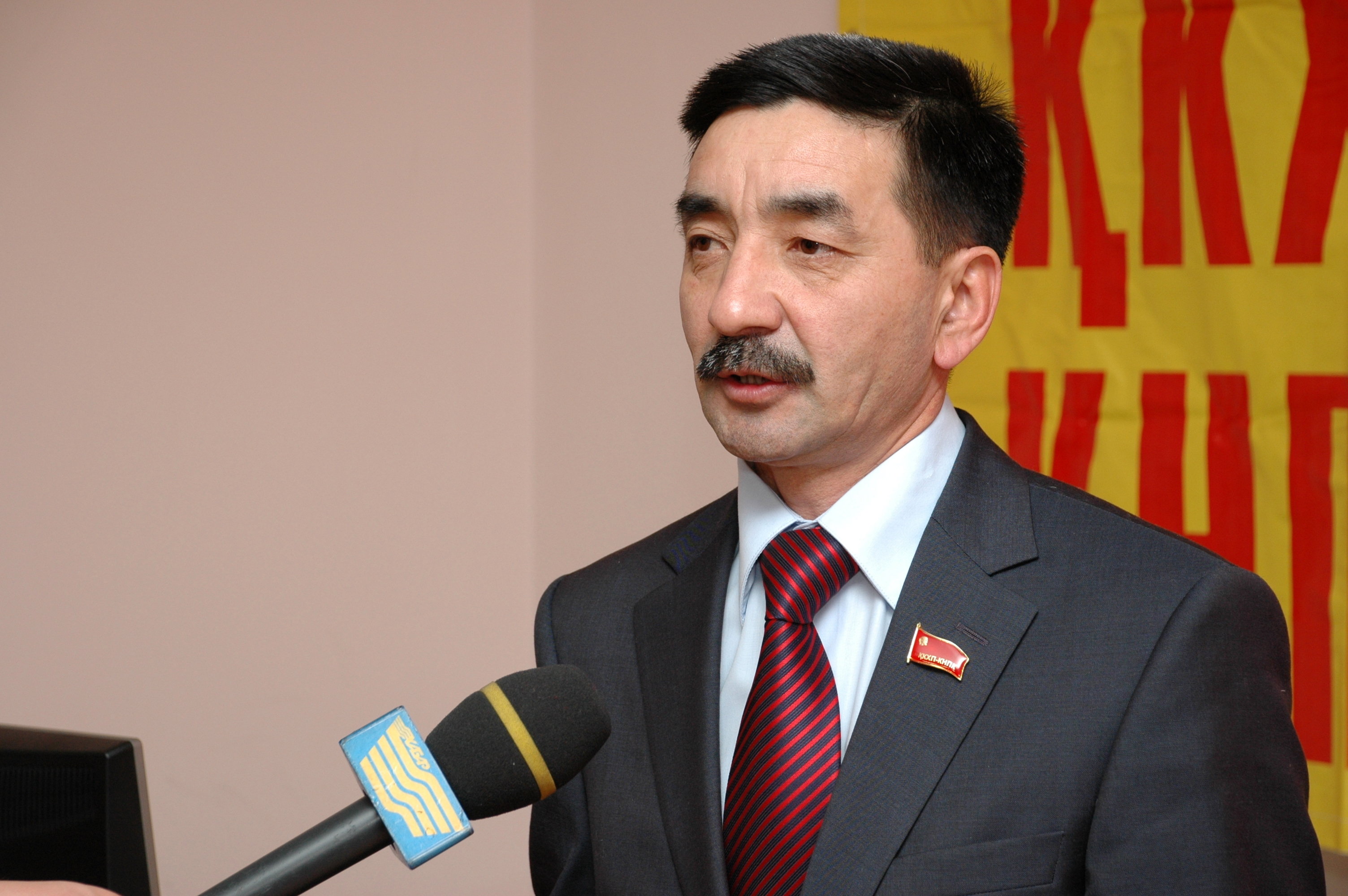
Zhambyl Akhmetbekov, secretario general del Comité Central del PCPK.

La afiliación para aquellos ciudadanos de Kazajistán mayores de 18 años es voluntaria e individual, y debe ser confirmada por el partido con la entrega de un carnet de membresía.
La estructura organizativa del Partido está basada en el principio territorial; las bases son organizaciones primarias, creadas por tres o más miembros y que deben ser aprobadas por el Comité Regional o Municipal del partido. Las ramas y las representaciones del partido cuentan con su sello propio y membrete.
En julio de 2010 el PCPK tenía 1868 organizaciones primarias, 178 comités de distrito, 33 comités de ciudad y 14 comités regionales, así como dos comités en Astaná y Almaty, las ciudades de más importantes del país.
El órgano supremo del partido es el Congreso, convocado por el Comité Central al menos una vez cada 4 años. El Comité Central organiza y coordina el trabajo de todo el partido. Las sesiones plenarias se llevan a cabo al menos una vez cada seis meses.
Los órganos de control del partido son la comisión central de control y revisión elegido por su propio Congreso, así como las comisiones de control y revisión regionales. Las comisiones de estas organizaciones partidarias son elegidas en las reuniones generales. La comisión de control de revisión es responsable ante las autoridades más altas del partido

## Símbolos
El QHP posee una bandera y un emblema aprobado por el Congreso de partido: una bandera roja con una proporción del ancho de la bandera equivalente a su longitud. En la parte superior de la bandera está representado Lenin. A lo largo de la parte superior, está inscrito el nombre del partido en idiomas kazajo y ruso («Қазақстан Коммунистік Халық партия» — «ҚКХП», «Коммунистическая Народная партия Казахстана» — «КНПК»).

## Resultados electorales

### Presidente
| Año  | Candidato             | Votos   | Porcentaje | Resultado |
| ---- | --------------------- | ------- | ---------- | --------- |
| 2005 | Yerassyl Abylkassymov | 23.252  | 0,34%      | Derrotado |
| 2011 | Zhambyl Akhmetbekov   | 111.924 | 1,36%      | Derrotado |
| 2015 | Turgun Syzdykov       | 145.756 | 1,61%      | Derrotado |
| 2019 | Jambyl Ahmetbekov     | 167.849 | 1,82%      | Derrotado |

### Mazhilis
| Años | Escaños obtenidos | ±           | Votos   | Porcentaje | Resultado                    |
| ---- | ----------------- | ----------- | ------- | ---------- | ---------------------------- |
| 2004 | 0                 | Steady      |         | 3,4%       | Ningún escaño en el Mazhilis |
| 2007 | 0                 | Steady      | 76.799  | 1,3%       | Ningún escaño en el Mazhilis |
| 2012 | 7                 | 7           | 498.788 | 7,19%      | Oposición                    |
| 2016 | 7                 | Sin cambios | 537.123 | 7,14%      | Oposición                    |
| 2021 | 10                | 3           | 659.019 | 9,10%      | Oposición                    |